# Damir Džumhur
Damir Džumhur (Szarajevó, 1992. május 20. –) jelenleg a legmagasabban rangsorolt bosnyák hivatásos teniszező. Karrierje során 3 ATP tornán diadalmaskodott. Pályafutása első tornagyőzelmét a 2017-es szentpétervári versenyen aratta, ahol a olasz Fabio Fognini ellen diadalmaskodott.
Részt vett a 2010-es nyári ifjúsági olimpián, ahol fiú egyesben bronzérmet szerzett.

## ATP-döntői

### Egyéni

#### Győzelmei (3)
| Összesítés                                            | Összesítés |
| ----------------------------------------------------- | ---------- |
| Grand Slam-torna                                      | (0)        |
| ATP World Tour Masters 1000 / ATP Masters Series      | (0)        |
| ATP World Tour 500 Series / International Series Gold | (0)        |
| ATP World Tour 250 Series / International Series      | (3)        |
| ATP World Tour Finals / Tennis Masters Cup            | (0)        |

|   | Dátum                | Torna                              | Borítás    | Ellenfél a döntőben | Eredmény a döntőben |
| 1 | 2017. szeptember 24. | St. Petersburg Open, Szentpétervár | Kemény (f) | Fabio Fognini       | 3-6, 6-4, 6-2       |
| 2 | 2017. október 22.    | Kreml Kupa, Moszkva                | Kemény (f) | Ričardas Berankis   | 6-2, 1-6, 6-4       |
| 3 | 2018. június 30.     | Antalya Open, Antalya              | Fű         | Adrian Mannarino    | 6-1, 1-6, 6-1       |

#### Elveszített döntői (1)
|   | Dátum               | Torna                             | Borítás | Ellenfél a döntőben   | Eredmény a döntőben |
| 1 | 2017. augusztus 27. | Winston-Salem Open, Winston-Salem | Kemény  | Roberto Bautista Agut | 4-6, 4-6            |

## Eredményei Grand Slam-tornákon
| Grand Slam | Australian Open | Australian Open | Roland Garros | Roland Garros    | Wimbledon     | Wimbledon             | US Open       | US Open         |
| Év         | Eredmény        | Utolsó ellenfél | Eredmény      | Utolsó ellenfél  | Eredmény      | Utolsó ellenfél       | Eredmény      | Utolsó ellenfél |
| 2012       | –               | –               | –             | –                | Selejtező (2) | Selejtező (2)         | Selejtező (1) | Selejtező (1)   |
| 2013       | Selejtező (2)   | Selejtező (2)   | –             | –                | –             | –                     | Selejtező (1) | Selejtező (1)   |
| 2014       | 3.kör           | Tomáš Berdych   | 1.kör         | Feliciano López  | Selejtező (1) | Selejtező (1)         | 1.kör         | David Ferrer    |
| 2015       | Selejtező (2)   | Selejtező (2)   | 3.kör         | Roger Federer    | 1.kör         | Roger Federer         | 1.kör         | Bernard Tomic   |
| 2016       | 2.kör           | David Goffin    | 1.kör         | João Sousa       | 2.kör         | Pierre-Hugues Herbert | 2.kör         | Illja Marcsenko |
| 2017       | 1.kör           | Viktor Troicki  | 1.kör         | Nicolas Kicker   | 2.kör         | Aljaz Bedene          | 3.kör         | Andrej Rubljov  |
| 2018       | 3.kör           | Rafael Nadal    | 3.kör         | Alexander Zverev | 2.kör         | Ernests Gulbis        |               |                 |

## Év végi világranglista-helyezései
| Év       | 2010 | 2011 | 2012 | 2013 | 2014 | 2015 | 2016 | 2017 |
| Helyezés | 1007 | 339  | 242  | 187  | 109  | 82   | 77   | 30   |

## Győzelmei top 10-es játékos ellen évenként
| Szezon    | 2016 | 2017 |
| Győzelmek | 2    | 2    |

### Győzelmei top 10-es játékos ellen részletesen
|      | Ellenfél           | Ranglista | Torna                                | Borítás | Forduló     | Eredmény                  |
| 2016 |                    |           |                                      |         |             |                           |
| 1.   | Rafael Nadal       | 5         | Miami Masters                        | Kemény  | 2. kör      | 2–6, 6–4, 3–0-nál feladta |
| 2.   | Tomáš Berdych      | 7         | Monte Carlo Masters                  | Salak   | 2. kör      | 6–4, 6–7(1), 6–3          |
| 2017 |                    |           |                                      |         |             |                           |
| 3.   | Stanislas Wawrinka | 3         | Dubai Duty Free Tennis Championships | Kemény  | 1. kör      | 7–6(4), 6–3               |
| 4.   | Alexander Zverev   | 4         | Shenzhen Open                        | Kemény  | Negyeddöntő | 6–4, 7–5                  |